# دوجویل (ویسکانسین)
دوجویل، ویسکانسین  (به انگلیسی: Dodgeville) شهری در شهرستان آیووا ایالت ویسکانسین است که در سال ۱۸۸۹ بنیان‌گذاری شده‌است. این شهر طبق سرشماری سال ۲۰۱۰ میلادی ۴٬۶۹۸ نفر جمعیت داشته‌است.